# Cane corso
De cane corso of cane corso italiano is een Italiaans hondenras.

## Geschiedenis
Oorspronkelijk komt de cane corso uit Italië. De oorsprong van het ras ligt voor het jaar 1200. De cane corso van het Molossertype stamt uit het Romeinse rijk evenals de Mastino Napoletano en was mogelijk een vecht- en krijgshond. De hond wordt in Italië van oudsher ingezet als waakhond voor erven en kuddes.

## Eigenschappen
De cane corso is een betrouwbare en sportieve hond die van zijn baas specifieke vaardigheden vraagt. Ervaring met honden het liefst met dogachtigen, is belangrijk. De cane corso is een zelfstandige hond die veel beweging nodig heeft. Hij accepteert een baas, maar gaat er graag alleen op uit. Een stevige band tussen baas en hond is noodzakelijk om het dier onder appèl te houden. Een goede socialisatie is een eerste vereiste om dit te bereiken. Begeleiding vanuit een professionele hondenschool kan daarbij noodzakelijk zijn. Werkdrift zit in het bloed van de cane corso.
Een cane corso is te houden als huishond in een gezin, maar was aan het eind van de twintigste eeuw nog een dier dat schaapskuddes en boerenerven bewaakte. Met gericht fokken kunnen de voor dat werk benodigde karaktereigenschappen minder dominant worden. 
In Nederland is de cane corso populatie nog klein, anno 1999 zo'n driehonderd honden. De fokbasis is erg smal. Daarbij komt dat het bestand nog geen homogeen geheel is. Gedacht wordt vaak dat de cane corso zijn verschil in eigenschappen te danken heeft aan het inkruisen van andere rassen bij het herstel van het ras. Dit is echter niet waar. In thuisland Italië is in elke streek een eigen type ontwikkeld. Er was wel een gemene deler aangaande het uiterlijk maar functionaliteit stond voorop. Het uiterlijk is steeds belangrijker geworden wat ten koste ging van de aandacht voor het karakter van het dier. Italiaanse kenners zeggen dat uit de populatie cane corso wel drie verschillende rassen terug te vinden zijn.

## Uiterlijk

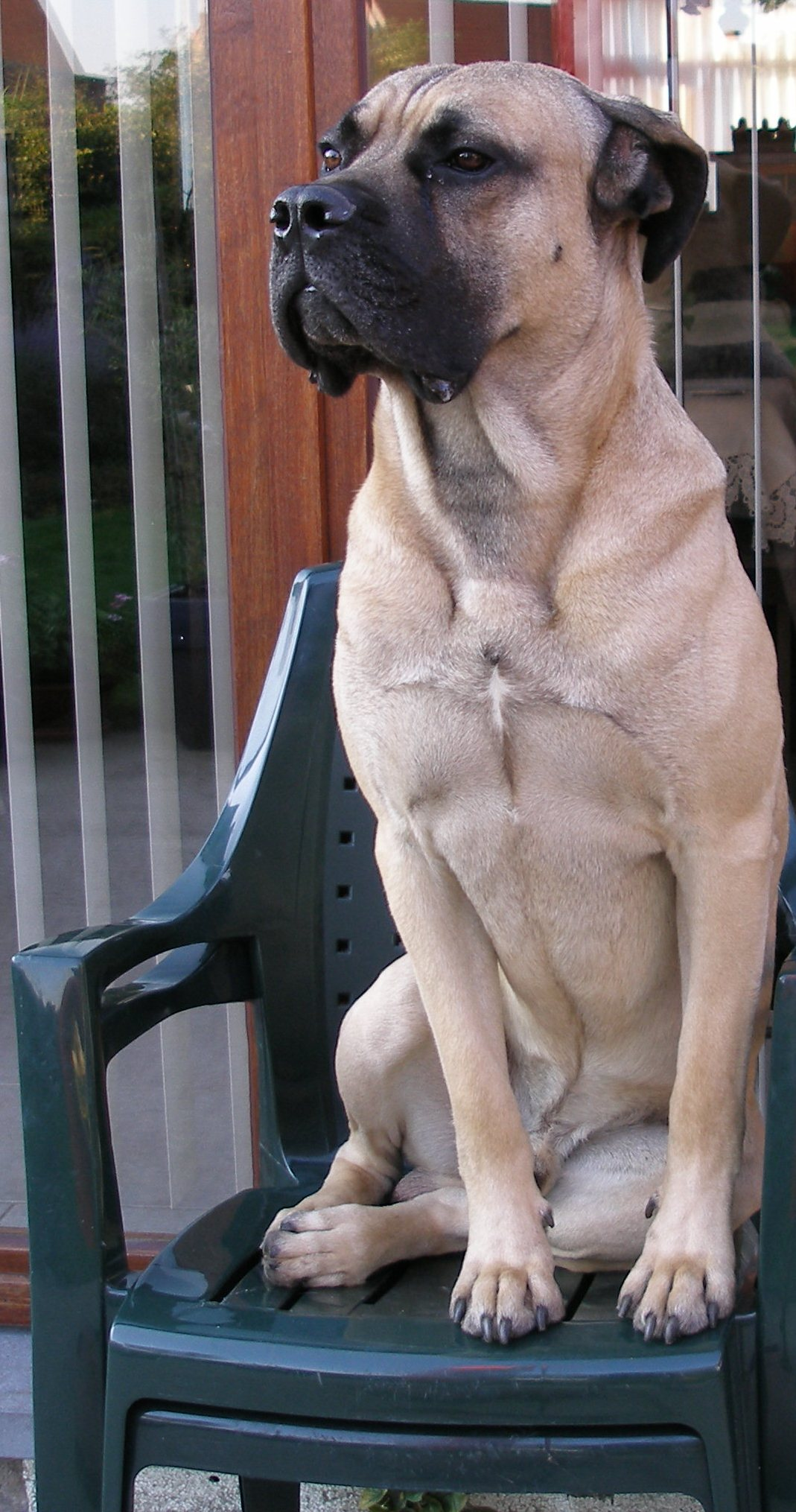
Een formentinokleurige cane corso met het typische zwarte masker. Dit donker masker, samen met zijn krachtig uiterlijk zorgt ervoor dat deze hond er vervaarlijk uitziet en daarom geschikt is als waakhond

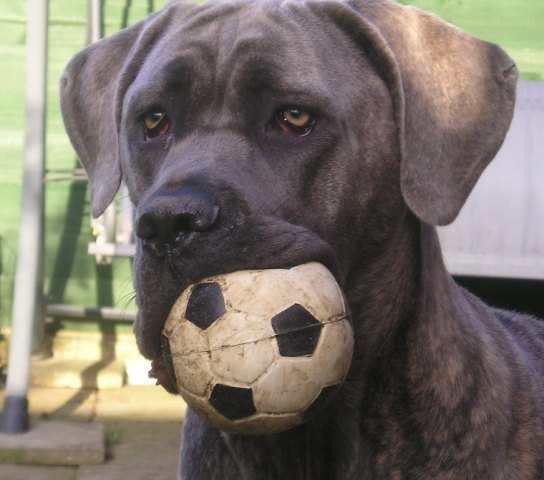

De cane corso is een grote, krachtige hond, die duidelijk Molosserachtige trekken heeft. Hij heeft een brede kop. De oren zijn hoog ingeplant, driehoekig en hangend. De vacht is kort met weinig ondervacht. De vacht bestaat in verschillende kleuren van zwart, lichtgrijs, rood, donkergrijs tot gestroomd. Hij heeft een grijs of zwart masker. Afhankelijk van het geslacht bereikt hij een schofthoogte van 60 tot 69 cm en een gewicht van 40 tot 50 kilogram.
- Verschijning: middelgrote hond, fors, sterk maar elegant gebouwd, droog met sterke, lange spieren.
- Belangrijke proporties: de lengte van het hoofd bereikt 36% van de schofthoogte. De bouw van de hond is eerder lang dan hoog te noemen.
- Kop: breed, typisch Molosserachtig, de bovenste lengte-assen van de schedel en van de wang lopen grotendeels gelijk. De schedel is breed bij de jukbeenderen: de breedte is gelijk aan of groter dan de lengte van de schedel. Gewelfd voorhoofd met een goed gemarkeerde stop, die naar het achterhoofd tamelijk vlak wordt. Zichtbare plooi middenvoor. De neus is groot en zwart met wijde, open neusgaten en loopt parallel met de neusrug.
- Snuit: duidelijk kort ten opzichte van de schedel (verhouding: schedel 66%, snuit 34%), zeer sterk, met uitgesproken vierkante, platte voorkant van het hoofd en gelijke verhoudingen aan de zijkanten van het hoofd, even lang als hoog. Het profiel van de neusrug is recht. De bovenlippen, licht loshangend, bedekken de onderkaak zodanig dat het onderste deel van het profiel gedomineerd wordt door de lippen. Brede en forse bovenkaak, nogal gebogen.
- Ogen: middelgroot, ovaal van vorm, naar voren geplaatst en licht uitpuilend. Aansluitend ooglid. Kleur van de iris zo donker mogelijk, afhankelijk van de kleur van de vacht. Intelligente en waakse blik.
- Oren: driehoekig, hangend, met brede inplant, hoog geplaatst boven de jukbeenboog. In Italië worden de oren gecoupeerd tot korte driehoek.
- Hals: sterk, nogal droog, gespierd, even lang als het hoofd.
- Romp: de romp is sterk gebouwd, maar niet gedrongen. De voorhand is fors en overschrijdt het niveau van de achterhand. De rug is recht, zeer gespierd en gespannen, de lende is kort en solide, de achterhand is lang en breed, licht schuin aflopend. De borstkas is goed ontwikkeld en loopt af naar de elleboog. De staart is hoog ingeplant, breed bij de inplant. In actie wordt de staart geheven, maar nooit recht omhoog gedragen.
- Voorste ledematen: de schouder is lang, schuin en zeer gespierd. De opperarm is sterk, de onderarm recht en zeer sterk. De middenhand en middenhandsbeentjes zijn droog en elastisch, voet als een kat.
- Achterste ledematen: bovenbeen is lang, breed en achterwaarts gewelfd. Het been is droog en sterk, de enkel matig gehoekt, middenvoetsbeentjes dik en droog. De voeten zijn iets minder compact dan de voorvoeten. De huid is dik en sluit strak aan op de onderliggende lagen.
- Vacht: korte vacht , glanzend, erg dicht met lichte ondervacht.

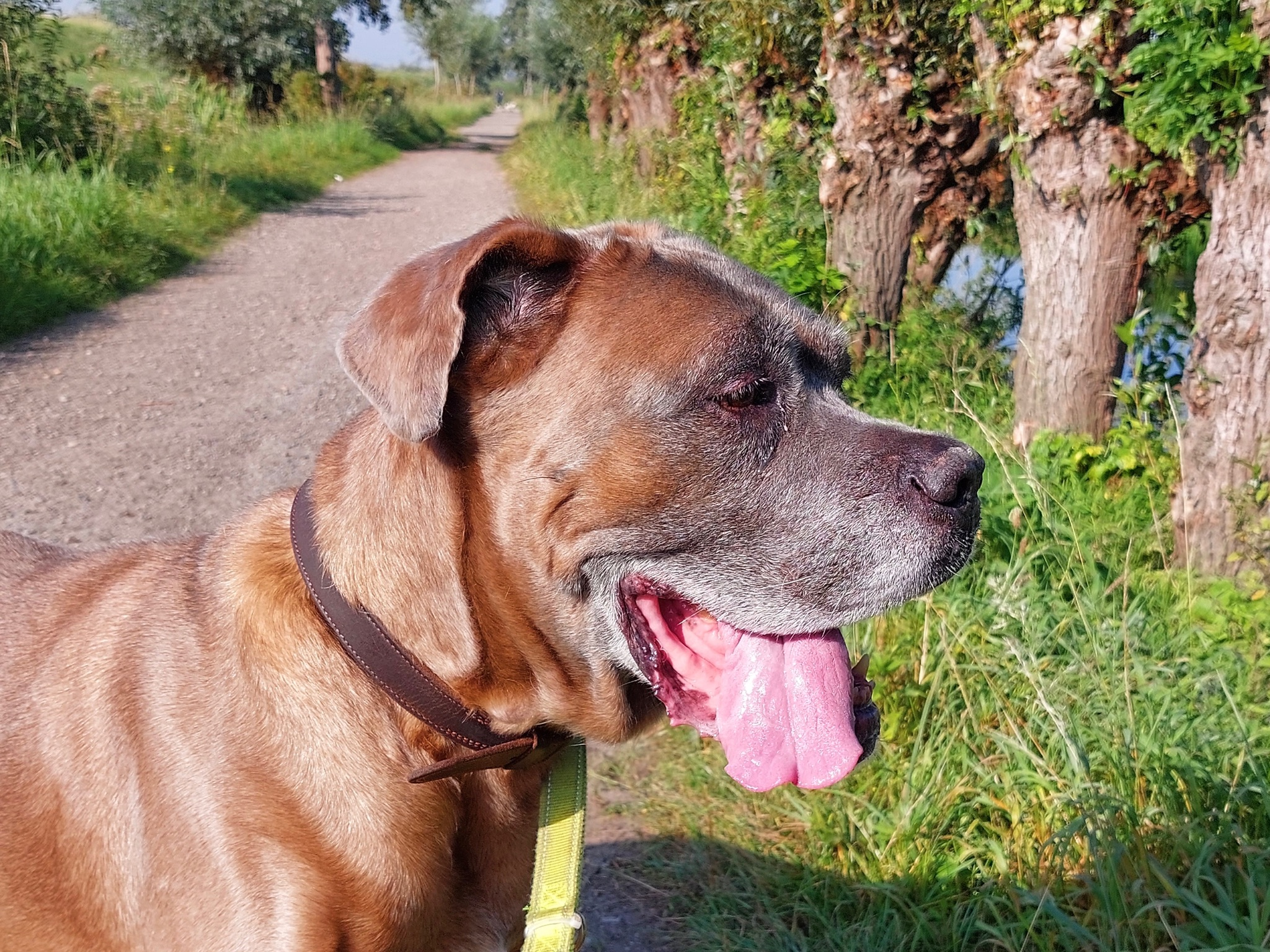
Fawnkleurige Cane Corso

- Fawnkleurige Cane CorsoKleur: zwart, loodgrijs, leisteen, lichtrood (formentino), donkerrood (fawn), gestroomd. De lichtrode exemplaren hebben een donker masker.
- Schofthoogte: reu van 64 tot 68 centimeter, teef van 60 tot 64 centimeter. (Afwijkingen van 2 centimeter zowel naar boven als beneden toegestaan.)
- Gewicht: reu van 42 tot 55 kilogram, teef van 38 tot 45 kilogram.

## Gezondheid en levensverwachting
Heupdysplasie, elleboogdysplasie en oogproblemen als ectropion en cherry eye komen bij dit ras voor. Net als bij andere grote hondenrassen moet men oppassen dat de hond geen maagtorsie oploopt. Als een maagtorsie niet   snel behandeld wordt, gaat de hond hieraan dood, dus bij vermoeden hiervan is direct de dierenarts inschakelen van levensbelang.
Een Cane Corso wordt gemiddeld maximaal 9 tot 14 jaar oud.
- Bibliothèque nationale de France: cb12455232j (data)
- Library of Congress Control Number: sh2004010458
- Nationale Bibliotheek van Tsjechië: ph478010
- Nationale Bibliotheek van Israël: 987007532761105171

Affenpinscher ·
Aidi ·
Anatolische herder ·
Appenzeller sennenhond ·
Argentijnse dog ·
Berner sennenhond ·
Bordeauxdog ·
Boxer ·
Broholmer ·
Bullmastiff ·
Ca de Bou ·
Cane corso ·
Cão da Serra da Estrela ·
Cão de Castro Laboreiro ·
Centraal-Aziatische owcharka ·
Cimarrón Uruguayo ·
Ciobanesc Romanesc de Bucovina ·
Deens-Zweedse boerderijhond ·
Dobermann ·
Dogo Canario ·
Duitse dog ·
Duitse pinscher ·
Dwergpinscher ·
Dwergschnauzer ·
Engelse buldog ·
Entlebucher sennenhond ·
Fila brasileiro ·
Grote Zwitserse sennenhond ·
Hollandse smoushond ·
Hovawart ·
Kaukasische owcharka ·
Kraški ovčar ·
Landseer ECT ·
Leonberger ·
Mastiff ·
Mastín del Pirineo ·
Mastín español ·
Mastino napoletano ·
Middenslagschnauzer ·
Newfoundlander ·
Oostenrijkse pinscher ·
Pyrenese berghond ·
Rafeiro do Alentejo ·
Riesenschnauzer ·
Rottweiler ·
Šarplaninac ·
Shar-pei ·
Sint-bernard ·
Tibetaanse mastiff ·
Tornjak ·
Tosa ·
Zwarte Russische terriër